# Vetblad
Vetblad (Pinguicula vulgaris) is een vleesetende plant uit de blaasjeskruidfamilie (Lentibulariaceae). De plant komt in grote delen van Europa voor, alsmede in Rusland, Canada en de Verenigde Staten. Deze soort hoort samen met Pinguicula alpina en Pinguicula grandiflora tot de bekendste Europese soorten uit hun geslacht. Ze zijn winterhard en kunnen tot op hoogten boven de 1000 m voorkomen. De bloeitijd is in mei en juni. In Nederland is de soort volgen Waarneming.nl zeldzaam en in België zeer zeldzaam.

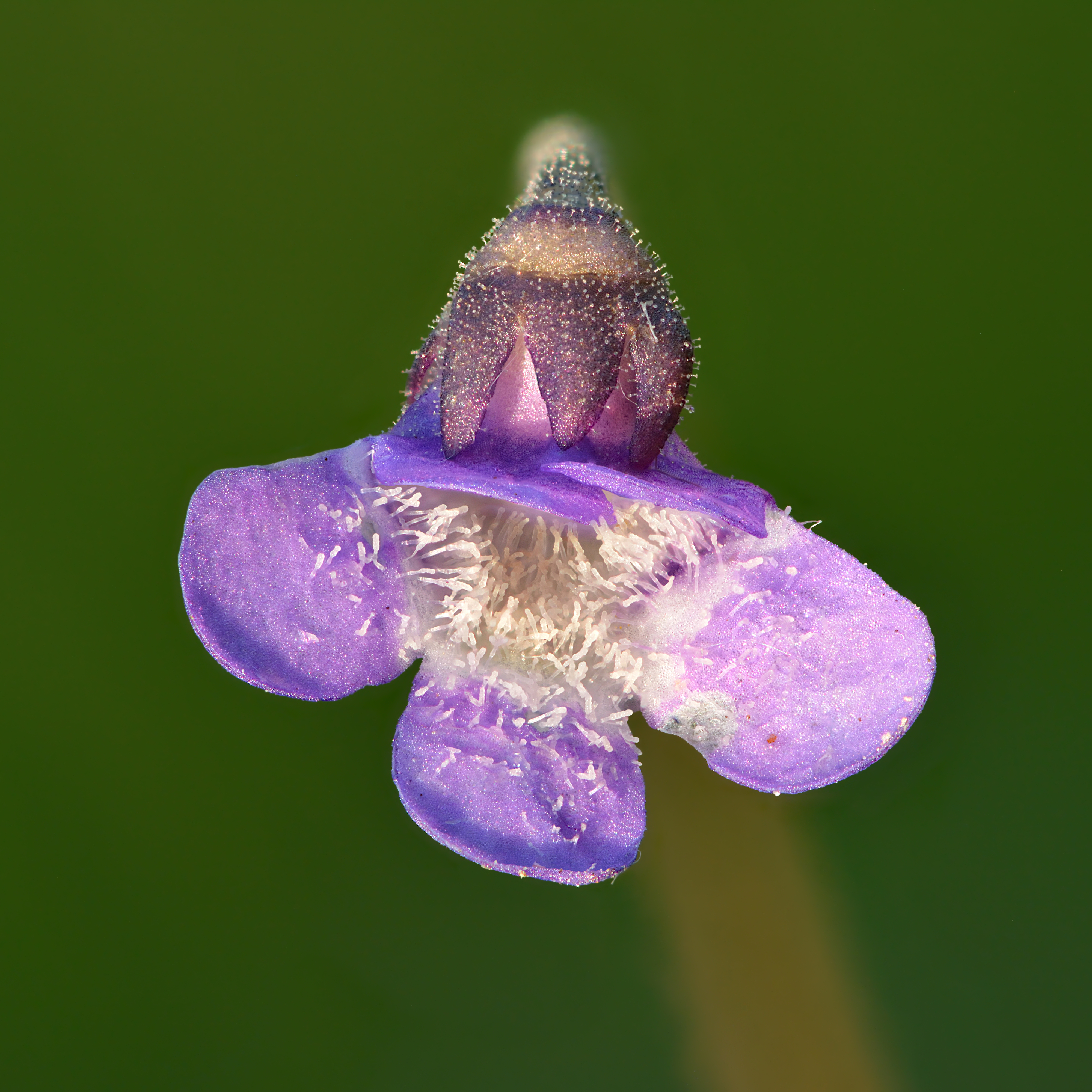
Bloem

De plant kan 13 tot 16 centimeter hoog worden en heeft een doorgaans paarse bloem van 15 millimeter of langer.
De drie bekende soorten lijken erg op elkaar en zijn moeilijk te onderscheiden: ze zijn alle drie relatief klein en hebben lichtgroene, eironde bladeren met een opgekruld randje. Ze komen altijd voor op voedselarme, vochtige gronden, meestal in moerassen. Op hun bladeren hebben ze klieren die een zoete, kleverige stof afscheiden. Deze stof dient om insecten te lokken en wanneer deze eraan blijven kleven, rolt het blad zich op en worden ze verteerd. De insecten dienen als voedsel, maar de plant kan het ook zonder insecten stellen.

## Gebruik
In de volksgeneeskunde werd de plant eeuwenlang gebruikt als geneeskruid. Een tinctuur van de bladeren zou helpen tegen nervositeit. Ook werd het geadviseerd tegen haaruitval.
Het blad werd vanwege de aanwezigheid van bepaalde enzymen in Noorwegen gebruikt om zogeheten 'tettmelk', ofwel dikke melk, te maken. De Noorse naam luidt dan ook tettegras.